# Chester (Dél-Karolina)
Chester város az USA Dél-Karolina államában. Lakosainak száma 5269 fő (2020. április 1.).

## Népesség
A település népességének változása:
| Lakosok száma | 6476 | 5607 | 5269 |
|               | 2000 | 2010 | 2020 |